# Ashtadhyāyi
O Aṣṭādhyāyī de Pāṇini é um tratado sobre gramática do sânscrito.  Ele tem grande relevância para a compreensão da história desta língua e é considerado a obra definitiva de Pāṇini sobre a morfologia da língua sânscrita.
Nos dias atuais os cientistas e lingüistas ainda se admiram com a sua perfeição e a sua duradoura relevância para esta língua.  Estudos sobre a convergência entre línguas e a linguagens de programação realizada por lingüística e programadores revela que sânscrito pode ser mais do que a língua dos textos religiosos.
O Aṣṭādhyāyī (अष्ठाध्यायी), ou Aṣṭaka (अष्टक), define a estrutura da gramática e a sintaxe do idioma sânscrito. Em 3959 aforismos, ou sūtra-s (सूत्र), descreve a estrutura do sânscrito completamente. O Aṣṭādhyāyī, escrito em oito livros, divididos em quatro capítulos cada, faz uma distinção entre a língua falada pelo povo do seu tempo (laukika) e da língua litúrgica (vaidika), além de definir uma sintaxe para o idioma sânscrito.
Há muita especulação sobre Panini e a local e a época em que ele viveu. Se acredita se ele tenha vivido em Shalatula, nas margens do Indus, (perto Attock no Paquistão moderno) entre 520-460 a.C., uma vez coincidindo com o período védico tardio. As referências aos conceitos do dharma (o caminho da justiça), e de chandas (hinos), ambos pertencentes a este período, dá credibilidade a esta teoria. 
Além disso, uma menção a 'yavanani' (uma referência para os gregos), poderia significar que a Panini viveu durante, ou antes, de 330 a.C., em torno do tempo de Dario, o Grande. Na tradição mitológica hindu diz que Panini foi inspirado por um sonho em que ele ouviu o som do damaru (instrumento percursivo hindu em formato de ampuleta) do deus Śiva, que tocou cinco vezes de um lado e nove vezes do outro. Este conjunto de catorze sons, conhecido como o Śivasūtra, tornou-se a base de sua obra. Qualquer que seja a ambigüidade sobre a sua origem, não existe absolutamente nenhuma dúvida de que, durante qualquer período que viveu a sua contribuição para a lingüística é inestimável.
A Pāṇini é creditada a descoberta dos conceitos de fonemas, morfemas e raiz, todos estes conceitos apenas entendido por alguns lingüistas ocidentais dois milênios mais tarde. Um fonema é uma unidade estrutural da língua falada, a sua mudança em uma palavra conduz a um significado diferente. O morfema é a menor pequena unidade estrutural da língua que tem uma interpretação semântica ou significado. A raiz é a forma mais simples de uma palavra, que transmite a maior parte das informações sobre o significado.
Na descrição da gramática sânscrita, Panini também se utiliza dos conceitos de metarules, transformações e recursão, o que qualifica como um dos progenitores da computação moderna.